# Skygglapp

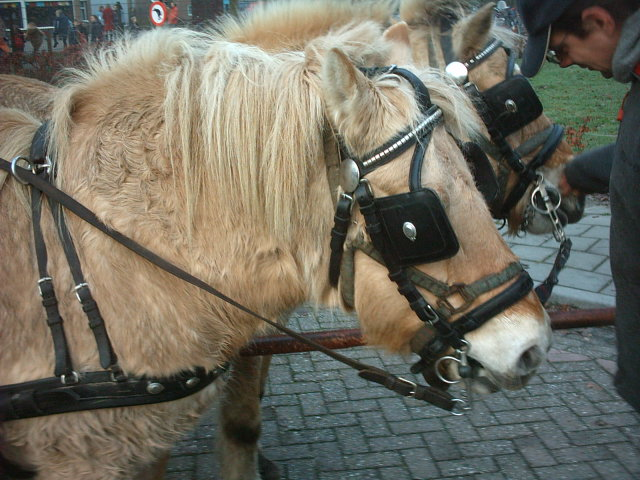
Häst försedd med skygglappar

Huvudlag med skygglappar

Skygglapp är ett tillbehör till träns eller huvudlag på hästar och används i par eller enskilt. Skygglappen är vanligen en rektangulär läderbit som fästes vid hästens öga, och inskränker då synfältet så att hästen, som annars kan se åt sidan och delvis bakom sig, enbart kan se framåt. Skygglappar används främst i körning samt brukskörning (jord- och skogsbruk med häst), och deras funktion är att förmå hästen att fokusera framåt och på sitt arbete. Traditionellt angavs ofta ett annat skäl; att hästen skulle kunna bli skrämd och råka i sken vid åsynen av vagnshjulen, men denna förklaring används sällan numera och det är fullt möjligt att köra häst utan skygglappar. Det har även påståtts att användandet av skygglappar i sig skulle kunna vara en säkerhetsrisk, eftersom den arbetande hästen inte kan bruka sitt fulla synfält.
Inom hästkapplöpningssporten används skygglappar ofta, både på trav- och galopphästar. Syftet är att hindra hästen från att distraheras av sina medtävlare. De skygglappar som används på galopphästar har ett annorlunda utförande: istället för ett läderstycke består skygglappen av en rundad plastkupa som skymmer hästens sikt bakåt. Plastkuporna sitter fast i en huva som träs över hästens huvud. Anordningen kallas blinkers, vilket är det engelska namnet på skygglappar.
På Iberiska halvön samt i Nordafrika har skygglappar traditionellt varit vanliga även i vardagsridning. I Sverige har ett slags små skygglappar nyligen börjat användas inom hoppning.

## Olika versioner
Det finns olika versioner av skygglappar:
- Fasta, sitter fast på stolparna på tränset eller som en lös grimma under tränset.
- Stängningsbara, används oftast i travlopp där hästen behöver en extra uppiggning mot slutet.
- Öppningsbara, används oftast i travlopp med samma effekt som stängningsbara.
- Blinkers, rundade plastskygglappar fastsatta på en tyghuva.

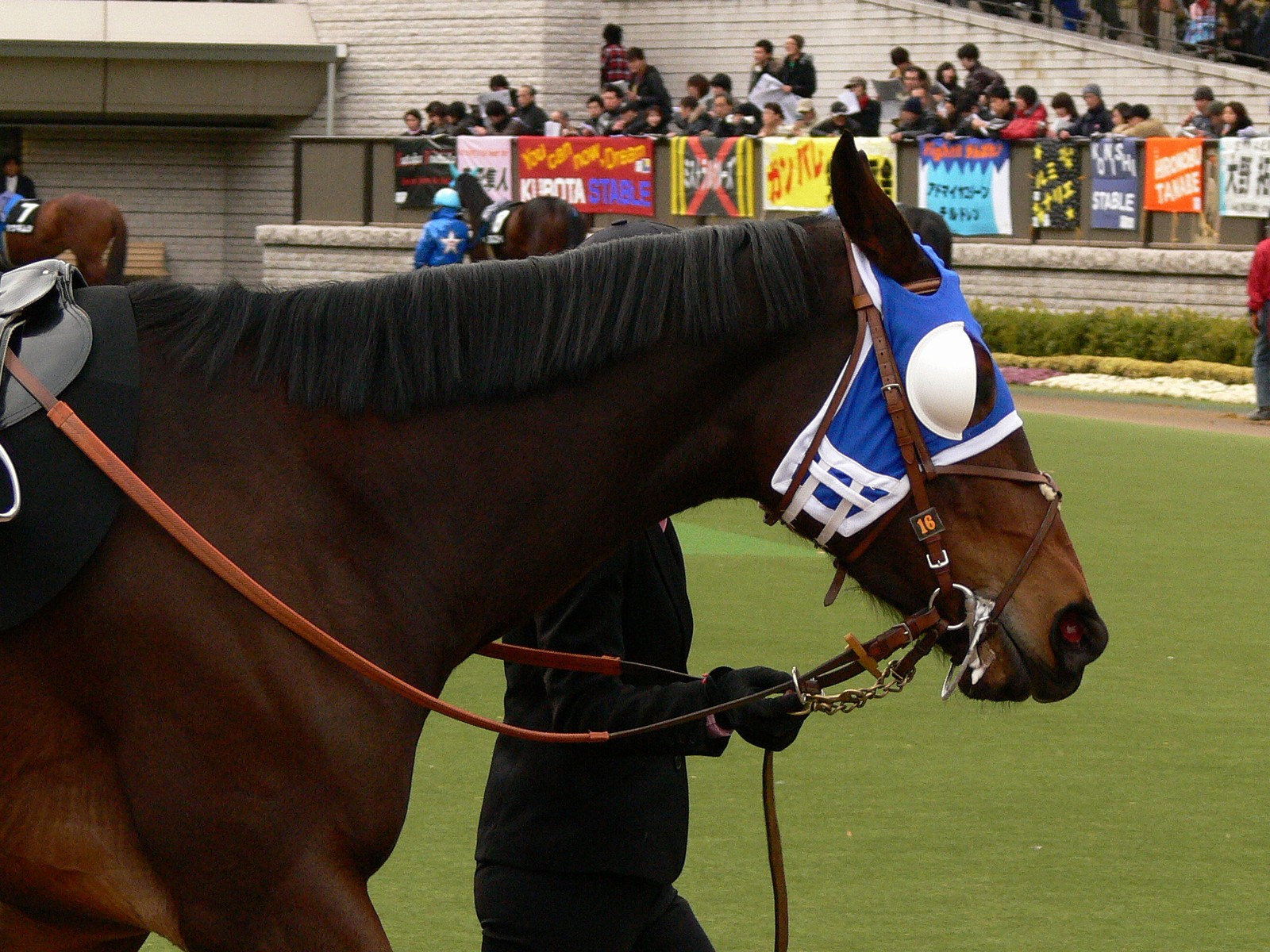
“Blinkers” - skygglappsanordning för galopphästar.